# Order Tomáša Garrigue Masaryka
Order Tomáša Garrigue Masaryka (cz. Řád Tomáše Garrigua Masaryka) – drugie w kolejności (po Orderze Lwa Białego) odznaczenie państwowe Czech, kontynuujące tradycje ustanowionego w 1990 orderu czechosłowackiego o tej samej nazwie.

## Historia
Order Tomáša Garrigue Masaryka nadawany jest za zasługi w rozwoju demokracji i praw człowieka (do 1995 większość nadań było pośmiertnych).
Order Masaryka dzieli się na pięć klas i nadawany być może obywatelom czeskim oraz cudzoziemcom:
- klasa I – oznaka noszona na wielkiej wstędze (szer. 100 mm), przez ramię, ośmiopromienna gwiazda orderowa;
- klasa II – oznaka noszona na wstędze (szer. 45 mm), na szyi, czteropromienna gwiazda orderowa;
- klasa III – oznaka noszona na wstędze (szer. 45 mm), na szyi;
- klasa IV – oznaka noszona na wstążce (szer. 38 mm), na piersi; na wstążce rozeta o średnicy 30 mm;
- klasa V – oznaka noszona na wstążce (szer. 38 mm), na piersi.

Na podstawie artykułu 3. statutów, każdy Prezydent Czech zostaje, na czas pełnienia tego urzędu, kawalerem Orderu I Klasy. Może go zachować po zakończeniu swojej kadencji jedynie za zgodą obu izb Parlamentu Czech.
W 2001 Václav Havel nadał pośmiertnie Order I Klasy Polakowi – Ryszardowi Siwcowi.

## Insygnia

### CSRF (1990–1992)
Oznaka orderu przedstawiała ośmiopromienną gwiazdę ze złotym medalionem w środku (we wszystkich klasach). Promienie gwiazdy emaliowane na niebiesko. Na awersie w medalionie portet Tomáša Garrigue Masaryka, na rewersie czteropolowy herb Czechosłowacji (z czeskim lwem i słowackim krzyżem), w otoku napis „VĚRNI ZŮSTANEME” i lipowy listek.

### Czechy (od 1994)
Oznaka orderu przedstawia pięciopromienną gwiazdę ze złotym medalionem w środku (w klasie V – srebrnym). Promienie gwiazdy emaliowane na niebiesko. Na awersie w medalionie portet Tomáša Garrigue Masaryka, na rewersie czteropolowy Wielki Herb Czech, w otoku napis „VĚRNI ZŮSTANEME” i lipowy listek.
| I Klasa   |
| II Klasa  |
| III Klasa |
| IV Klasa  |
| V Klasa   |